# Calendula suffruticosa subsp. tomentosa
Calendula suffruticosa subsp. tomentosa é uma subespécie de planta com flor pertencente à família Asteraceae. 
A autoridade científica da subespécie é Murb., tendo sido publicada em Acta Univ. Lund., ser. 2 1(4): 9. 1905.

## Portugal
Trata-se de uma subespécie presente no território português, nomeadamente em Portugal Continental.
Em termos de naturalidade é nativa da região atrás indicada.

## Protecção
Não se encontra protegida por legislação portuguesa ou da Comunidade Europeia.